# Peter Kajlinger
Peter Kajlinger, född 2 december 1964 i Stockholm, är en svensk operasångare (baryton).
Kajlinger stod på scenen redan som 11-åring i Boris Godunov och Die Frau ohne Schatten på Operan i Stockholm. Där gjorde han också professionell debut som Leporello i Don Giovanni 1989. Han studerade på Operahögskolan i Stockholm 1989–1992.
Han var anställd på Staatsoper Stuttgart under Klaus Zeheleins chefskap 1996–2006. Kungliga Operan engagerade honom för titelrollen i Mästerkatten i stövlar 1997. Han har uppträtt i roller som Scarpia i Tosca, Amonasro i Aida, Fluth i Muntra fruarna, Schaunard och Marcello i La Bohème, Figaro i Figaros bröllop och många barytonpartier ur den lyriska repertoaren. 2008 gästade han Oper der Stadt Bonn i Pique Dame. I Sverige har han sjungit på Göteborgsoperan, Malmöoperan, Wermland opera, Norrlandsoperan och Opera på Skäret. 
Kajlinger har arbetat med dirigenter som Lothar Zagrosek, Alessandro Di Marchi, Enrique Mazzola, Stefan Soltész med flera och medverkat i uppsättningar av bland andra Ruth Berghaus, Hans Neuenfels, Jossi Wieler, Johannes Schaaf och Martin Kusej.

## Roller i urval

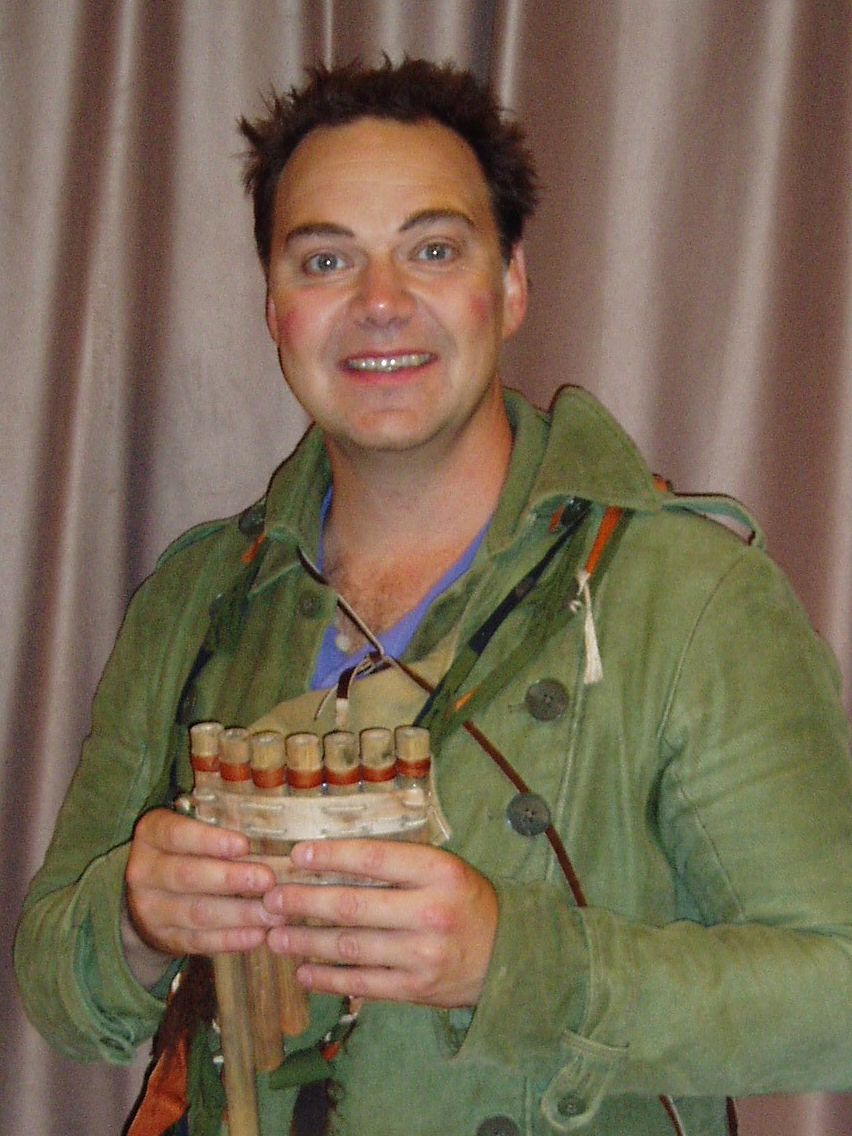
Peter Kajlinger som Papageno 2009

- Rigoletto[1]

- Scarpia[2]
- Frank[3]
- Marcello[4]
- Bartolo[5]
- Pizarro[6]
- Major Domo[7]
- Kejsar Maximilian[8]

## Opera

### Roller
| År   | Roll              | Produktion                                  | Regi                 | Opera                |
| ---- | ----------------- | ------------------------------------------- | -------------------- | -------------------- |
| 1996 | William           | The Fall of the House of Usher Philip Glass | Håkan Lindhé         | Malmö Opera          |
| 1996 | Grimbald/ Sylvain | König Arthur Henry Purcell                  | Martin Kusej         | Staatsoper Stuttgart |
| 1997 | Mästerkatten      | Mästerkatten i stövlar Staffan Björklund    | Johanna Garpe        | Kungliga Operan      |
| 2000 | Taddeo            | L´Italiana in Algeri Gioacchino Rossini     | Jossi Wieler         | Staatsoper Stuttgart |
| 2000 | Figaro            | Figaros Bröllop Wolfgang Amadeus Mozart     | Folke Abenius        | Göteborgsoperan      |
| 2003 | Masetto           | Don Giovanni Wolfgang Amadeus Mozart        | Hans Neuenfels       | Staatsoper Stuttgart |
| 2004 | Michelotto Cibo   | Die Gezeichneten Franz Schreker             | Martin Kusej         | Staatsoper Stuttgart |
| 2006 | Charles Verloc    | The Secret Agent Simon Wills                | Katrin Hille         | Feldkirch Festival   |
| 2007 | Amonasro          | Aida Giuseppe Verdi                         | Sten Niclasson       | Opera på Skäret      |
| 2008 | Major Domo        | Spader Dam Pjotr Tjajkovskij                | Johannes Schaaf      | Theater Bonn         |
| 2008 | Scarpia           | Tosca Giacomo Puccini                       | Alexander Niclasson  | Opera på Skäret      |
| 2009 | Papageno          | Trollflöjten Wolfgang Amadeus Mozart        | Kjell Peder Johanson | Estrad Norr          |
| 2009 | Rigoletto         | Rigoletto Giuseppe Verdi                    | Tobias Kratzer       | Wermland Opera       |
| 2009 | Papageno          | Trollflöjten Wolfgang Amadeus Mozart        | Kjell Peder Johanson | Estrad Norr          |
| 2013 | Tonio             | Pajazzo Ruggiero Leoncavallo                | Kjell Peder Johanson | Estrad Norr          |
| 2014 | Bartolo           | Barberaren i Sevilla Gioacchino Rossini     | Tobias Kratzer       | Wermland Opera       |
| 2014 | Pizarro           | Fidelio Ludwig van Beethoven                | Tobias Kratzer       | Wermland Opera       |
| 2021 | Kejsar Maximilian | Kejsarens nya kläder Milos Vacek            | Natalie Ringler      | Norrlandsoperan      |
| 2023 | Bottom            | A Midsummer Night's Dream Benjamin Britten  | Tobias Theorell      | Kungliga Operan      |

## Diskografi
- Purpurbit av Staffan Odenhall, Bokbandet 2008
- Al gran sole carico d’amore av Luigi Nono, Teldec 2001
- Slaget om Dungen av Jan-Åke Hillerud, Chalil 1999

## Filmografi
- 1988 – Christina, biskop (regi: Göran Järvefelt, musik: Hans Gefors)

## Teater

### Roller
| År   | Roll                            | Produktion            | Regi         | Teater                   |
| ---- | ------------------------------- | --------------------- | ------------ | ------------------------ |
| 2025 | Greve Johann Killian von Strack | Amadeus Peter Shaffer | Sunil Munshi | Kulturhuset Stadsteatern |